# دهستان بیرانوند شمالی
بیرانوند شمالی، دهستانی از توابع بخش مرکزی شهرستان بروجرد در استان لرستان ایران است.

## جمعیت
براساس سرشماری سال ۱۳۸۵ جمعیت آن ۳٬۵۲۵ نفر (۷۶۷ خانوار) بوده‌است.